# Миодраг Анђелковић (инжењер)
Миодраг Анђелковић (Врање, 1968) српски је инжењер текстила у области ткања, предења и плетења. 

## Биографија
По завршетку Високе Текстилно-технолошке школе у Лесковцу, од 1993. до 2004. године радио је у Холдинг Компанији Јумко у Врању на различитим руководећим пословима, почев од планирања производње, до реализације и комплетне организације, контроле квалитета и организатор увођења ISO стандарда на сваком радном месту у погону ткачнице, као и главни технолог у производњи тканине. Завршио је 1999. године специјализацију за модерно ткање у Бриселу.
Од 2004. године ради као предузетник и власник домаће радиности МИСТ дизајн, која се бави производњом ручног ткања, производњом народних ношњи из свих делова Србије, Македоније, Хрватске... Осим производње, сарађује са културним институцијама у граду и околини око организације културно-туристичких манифестација. Оснивач је и идејни организатор Етно-сајма у Врању од 2003. године, уз подршку Града Врања, Туристичке организације и Народног Универзитета у Врању.
Остварује сарадњу са великим бројем културно уметничких друштва, као што су КУД Севдах Врање, КУД Врелац Врањска Бања, КУД Соко Бујановац, КУД Топлица Прокупље, КУД Драинац Блаце, КУД Српски вез Куманово, КУД Бора СтанковићС  Каравуково, КУД Младост Нова Пазова, КУД Бранко Радичевић Земун, КУД Слога Пасау, Немачка, КУД Пријатељство Белфорт, Француска, КУД Лалић, КУД Младост Врање, КУД Ратково, КУД Ђурђиц Ратково, ОРО из Ниша, итд. 
Осим израде народних ношњи присутан је и рад на многим пројектима у области очувања народне традиције и културе, као што су:
- Едукација 40 жена пчињског региона на ткању, НВО Генератор
- Едукација и оспособљавање жена у Старо Нагоричане да самостално израђују народне ношње, Куд Српски вез
- Едукација практична и теоретска, Ромске популације на курсу кројења и шивења, Јавна Установа Народни Универзитет Врање
- Теоретска едукација затвореника КПЗ Ниш за кројење и шивење
- и многи други пројекти око организације и презентације старих заната...

## Галерија
- Српски јелек
- Српска ношња - Шумадија
- Шумадијска ношња, део
- Градска ношња
- Шумадијски јелек и туника
- Ношња Косовско поморавље
- Пчињска ношња
- Сукња и кецеља - Јасеница
- Градска ношња
- Брсјачка ношња - Стара Србија